# Brønnøysunds flygplats, Brønnøy
Brønnøysunds flygplats, Brønnøy (norska: Brønnøysund lufthavn, Brønnøy) är en flygplats som ligger sydväst om Brønnøysund i Brønnøy kommun i Norge. Flygplatsen har en terminal som blivit expanderad flera gånger och har nu en kapacitet på 90 resenärer per timma. Det nuvarande kontrolltornet byggdes 2000. Flygplatsen innehar även en helikopterflygplats.

## Destinationer
Uppgifter från 2011.

### Inrikes
| - Bodø (Widerøe) - Mo i Rana (Widerøe) - Mosjøen (Widerøe) - Rørvik (Widerøe) - Sandnessjøen (Widerøe) - Trondheim (Widerøe) - Oslo (Widerøe) - Bergen (Widerøe) |

### Charter
| - Trondheim (Direktflyg) |